# Station Gatley
Gatley is een spoorwegstation van National Rail in Stockport in Engeland. Het station is eigendom van Network Rail en wordt beheerd door Northern Rail. 